# Quercus leiophylla
Quercus leiophylla är en bokväxtart som beskrevs av A.Dc. Quercus leiophylla ingår i släktet ekar, och familjen bokväxter. IUCN kategoriserar arten globalt som otillräckligt studerad. Inga underarter finns listade.